# Lijst van burgemeesters van Borculo
Dit is een lijst van burgemeesters van de voormalige Nederlandse gemeente Borculo in de provincie Gelderland. Per 1 januari 2005 is de gemeente opgeheven en opgegaan in de gemeente Berkelland.
| Ambtsperiode                   | Naam burgemeester                                              | Partij of stroming | Bijzonderheden                                                                       |
| ------------------------------ | -------------------------------------------------------------- | ------------------ | ------------------------------------------------------------------------------------ |
| 18?? - 18??                    | Frederik Wilhelm Lambergh                                      |                    |                                                                                      |
| 1839 - 1864                    | B. Luijmes                                                     |                    |                                                                                      |
| 1864 - 1885                    | O.R.F. Immink                                                  |                    |                                                                                      |
| 1885 - 1899                    | Jan Jacob de Tourton Bruijns (1829-1904)                       |                    | was burgemeester van Abcoude-Baambrugge en Abcoude-Proostdij                         |
| 1899 - 1908                    | Theodoor Cluysenaer                                            | Liberaal           | was burgemeester van Adorp, werd burgemeester van Alblasserdam, later van Wormerveer |
| 1908 - 1915                    | Henri Petrus Johannus Bloemers                                 | Liberaal           | was burgemeester van Willemstad, werd burgemeester van Rheden                        |
| 1915 - 1923                    | Jhr. mr. Paul Antoine Guillaume de Milly van Heiden Reinestein | Liberaal           | was burgemeester van Hendrik-Ido-Ambacht, werd burgemeester van Warnsveld            |
| 1923 - 1928                    | Jhr. ir. Robert Rudolph Lodewijk de Muralt                     | Liberaal           |                                                                                      |
| 1928 - 1940                    | Martinus van Welie                                             | Liberaal           | vh. kolonel van het KNIL en volontair ter secretarie te Renkum                       |
| 1941 - 1943                    | Mr. J.P. Drost                                                 |                    | was burgemeester van Breskens                                                        |
| 1943 - 1944                    | W.C. Olthoff                                                   | NSB                |                                                                                      |
| 1944 - 1945                    | F.D.G. Klinkenberg                                             | NSB                | waarnemend, eerder burgemeester van Putten                                           |
| 1945 - 1958                    | Mr. J.P. Drost                                                 |                    |                                                                                      |
| 1959 - 1968                    | Mr. N.B. ten Bokkel Huinink                                    |                    |                                                                                      |
| 1968 - 1971                    | Hans de Haan                                                   | VVD                | later burgemeester van Harlingen en van Den Helder                                   |
| 1972 - 1 november 1983         | Drs. Henk (H.J.) Knopers                                       | PvdA               | eerder burgemeester van Dodewaard                                                    |
| 1 januari 1984 - 30 juni 2002  | Michiel (J.M.) Alma                                            | VVD                |                                                                                      |
| 1 juli 2002 - 31 december 2004 | Nico Gerzee                                                    | VVD                | waarnemend burgemeester, oud-gedeputeerde van de provincie Overijssel                |